# Accident ferroviari de les Franqueses del Vallès del 1979
L'accident ferroviari de les Franqueses del Vallès del 1979 es va produir a un quilòmetre de distància de la població de les Franqueses del Vallès, al Vallès Oriental, prop de l'estació de les Franqueses del Vallès. És un dels accidents de tren més greus ocorreguts a Catalunya pel nombre de ferits, només dos anys abans havia succeït un altre accident a Sant Andreu de la Barca, el 1977.

## Esdeveniment
L'accident es va produir entre dos trens que viatjaven per la línia Barcelona-Ripoll. El tren GR2-10908, una unitat 436, procedent de Vic i que anava cap a Barcelona va detectar una anomalia en els frens i en arribar a Sant Martí de Centelles van fer evacuar els passatgers i va seguir a marxa lenta fins a Figaró per a trucar als superiors i demanar instruccions.
El tren es va desfrenar i va seguir cap a la Garriga sense passatge i sense conductor. Quan se'n van adonar, els empleats de RENFE van trucar a l'estació de la Garriga, però el tren ja estava passant de llarg. El Control Central de la línia va ordenar el tall de l'energia elèctrica.
Tot i que a l'estació de les Franqueses del Vallès es va fer un canvi d'agulles perquè el tren descarrilés en una via d'aparcament, el tren, que viatjava a 100 km/h, va seguir per la via principal amb direcció a Barcelona i va xocar amb un tren de passatgers que anava amb direcció a Ripoll. Un total de cinc vagons van descarrilar, provocant la mort de 22 persones, 19 a l'acte i altres 3 d'entre la cinquantena de ferits.

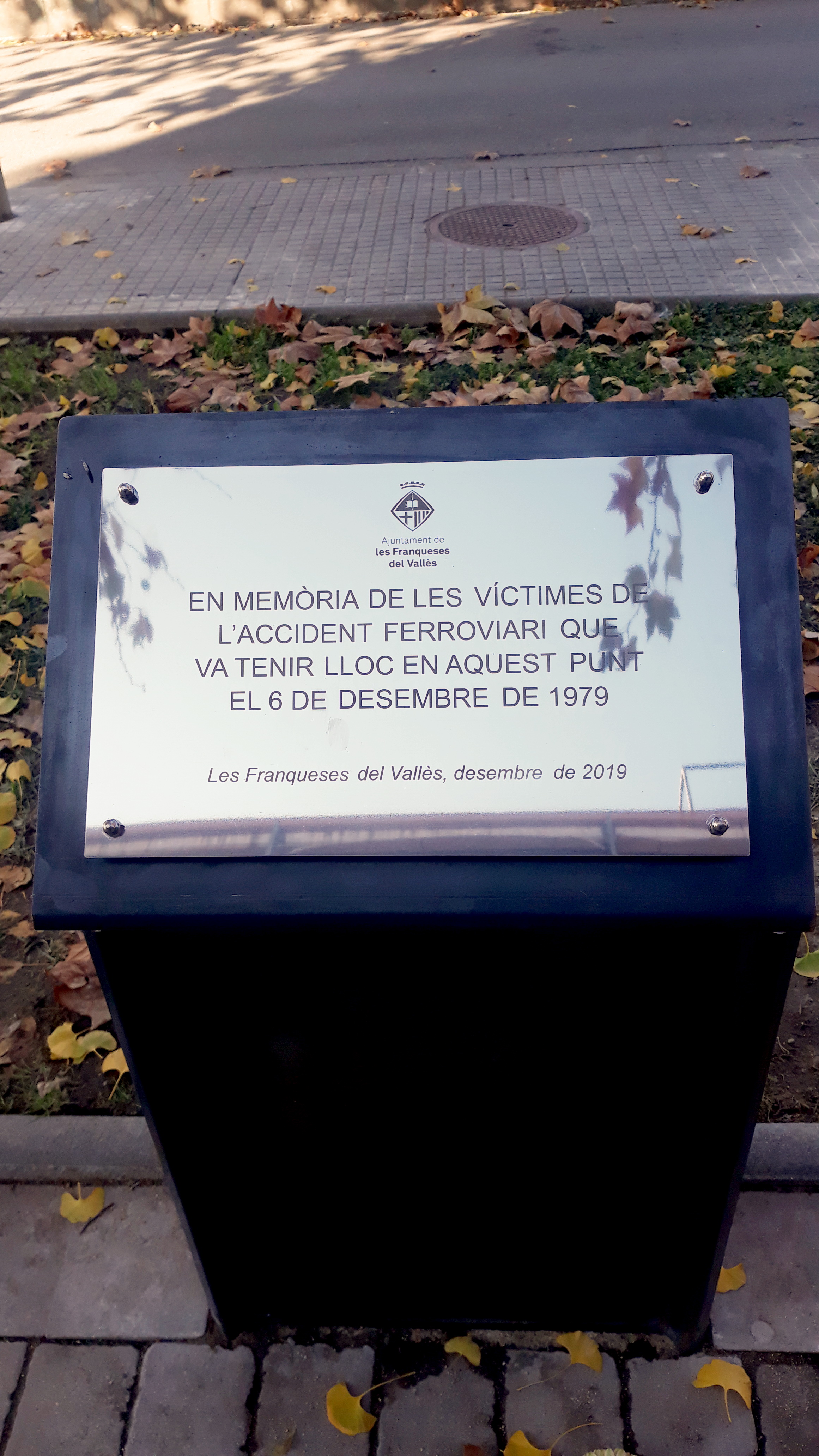
Placa commemorativa del 40è aniversari

L'any 2019, l'Ajuntament de Les Franqueses del Vallès va organitzar un acte de record per les víctimes i per les persones que hi van ajudar en el moment de l'accident. L'acte, el primer després de 40 anys de l'accident, va comptar amb l'assistència de supervivents i familiars de víctimes.